# Бад Минстер ам Штајн-Ебернбург
Бад Минстер ам Штајн-Ебернбург (њем. Bad Münster am Stein-Ebernburg) град је у њемачкој савезној држави Рајна-Палатинат. Једно је од 119 општинских средишта округа Бад Кројцнах. Према процјени из 2010. у граду је живјело 3.791 становника. Посједује регионалну шифру (AGS) 7133007.

## Географски и демографски подаци
Бад Минстер ам Штајн-Ебернбург се налази у савезној држави Рајна-Палатинат у округу Бад Кројцнах. Град се налази на надморској висини од 282 метра. Површина општине износи 9,5 km². У самом граду је, према процјени из 2010. године, живјело 3.791 становника. Просјечна густина становништва износи 398 становника/km².

## Међународна сарадња
| Мјесто | Држава    | Врста сарадње | Од    |
| ------ | --------- | ------------- | ----- |
|        | Француска | партнерство   | 2000. |
| Извор  |           |               |       |